# Cobra Starship
Cobra Starship — американская альтернативная группа, играющая в стиле поп-панк и панк-рок, созданная вокалистом нью-джерсийского музыкального коллектива «Midtown», Гейбом Сапорта (англ. Gabe Saporta). Группа добилась известности благодаря таким композициям, как «Bring It (Snakes on a Plane)» из альбома «While the City Sleeps, We Rule the Streets» 2006 года, а также «The City Is at War» и «Guilty Pleasure» из альбома «¡Viva La Cobra!» 2007 года.

## Состав
- Гейб Сапорта (англ. Gabe Saporta) — вокал
- Виктория Ашер (англ. Victoria Asher) — клавишные
- Райленд Блэкинтон (англ. Ryland Blackinton) — гитара
- Алекс Суарес (англ. Alex Suarez) — басы
- Нейт Новарро (англ. Nate Novarro) — ударные

## История

### Ранние годы
Песня «Bring It (Snakes on a Plane)» стала саундтреком к фильму «Змеиный полёт». Гейб Сапорта принял участие музыкальном видео к фильму наряду с такими звездами, Вильям Беккет, лидер «The Academy Is…», Тревис Маккой, вокалист «Gym Class Heroes», Майя Иварссон солистка «The Sounds», и Пит Венц из «Fall Out Boy» (в эпизодической роли). Также Ник Вилер, бэк-вокалист «The All-American Rejects» сыграл для песни пару гитарных партий, но в видео участия не принимал.
Вокалист «Fall Out Boy» Патрик Стамп появился в музыкальном видео Cobra Starship на песню «Send My Love to the Dancefloor, I’ll See You In Hell (Hey Mister DJ)».

### ¡Viva La Cobra!
Патрик Стамп также стал продюсером второго альбома «Cobra Starship» ¡Viva La Cobra!, вышедшего 23 октября 2007 года.
2 октября 2007 года Cobra Starship выпустила сингл «Guilty Pleasure», принёсший им ещё большую известность. Также примерно в это время выходит песня и видео «The City Is at War». Была записана испаноязычная версия этой песни.

### Hot Mess
11 мая 2009 года группа выпускает первый сингл «Good Girls Go Bad» со своего третьего альбома. Сингла был записан совместно с Лейтон Мистер, американской актрисой, певицей и фотомоделью. Позднее она также снялась и в клипе.
11 августа 2009 года группа выпускает свой третий альбом Hot Mess.

### Night Shades и распад проекта
В 2011 группа отменила собственный тур по Австралии для завершения четвёртого альбома. Новый релиз получил наименование Night Shades. В октябре Суарес и Райланд покинули проект для старта сольного творчества. Состав Cobra Starship обновляется, но ненадолго. 10 ноября 2015 года группа распадается. В последующем Сапорта в интервью указал что коллектив не планируют воссоединяться и записываться.

## Каверы и пародии
После успеха песни «I Kissed a Girl» Кэти Перри Cobra Starship летом 2008-го создаёт свою собственную версию/пародию «I Kissed a Boy».
К ранним пародиям можно отнести их «Hollaback Boy» на песню Гвен Стефани «Hollaback Girl», а также кавер-версию песни Майкла Джексона «Billie Jean».

## Дискография
- While the City Sleeps, We Rule the Streets (2006)
- ¡Viva la Cobra! (2007)
- Hot Mess (2009)
- Night Shades (2011)